# 주앙 2세 (콩고)
주앙 2세(João II, 1652년 2월 23일 ~ 1716년 8월 25일)는 18세기 시대의 콩고 왕국 마니콩고였다.

## 생애
알바루 8세 군주의 서삼남(庶三男)으로 출생한 그는 부왕(父王)의 붕어(崩御) 이후 왕위계승권 자체에서 멀어져 있다가 훗날 1709년 2월 15일을 기하여 당시 57세로 궁정 내부 쿠데타를 일으켜 군주로 보위 등극하였으며 왕위계승자(후계공)를 물색하지 못하고 있다가 결국 3년 후 1712년 국헌(國憲)을 일부 개정하여, 퇴위한 콩고 군주국 상왕(上王)에게도 왕위 복위(復位)를 가능하게끔 국헌을 임시 개편하였고 그로부터 3년 후 1715년 1월 5일을 기하여 페드루 상왕(Pedro 上王)에게 보위를 선위하고 퇴위하였으며 상왕(上王)으로 전향한지도 1년이 지난 1716년 8월 25일을 기하여 향년 64세로 훙서(서거)하였다.